# Баба Любек
Барбара «Баба» Любек (нар. 26 грудня 1966, Паргас) — фінська журналістка. Має ступінь магістра літератури. З 1998 по 2009 рік вона працювала ведучою новин на фінському телеканалі Nelonen. 

## Біографія
До новин Nelonen Любек працювала на Radio City і вела програму NoTV на MTV3 і музичну програму Lista Top 40, яка складала офіційний чарт альбомів Фінляндії на Yelle, а також на програмі Bosses Bio і Talking Heads на шведськомовному FST. Любек також був частиною розважального серіалу Viemäri-TV і Team Ahman, де знялась в одному епізоді у 2007 році. У 1986 році Любек знялася в телевізійному фільмі Baby Love режисера Карі Пальяка. У 2003–2007 роках у Любек вела гала-концерти премії Юссі.
У 2009 році Любек залишила новини та перейшла на Yleisradio, щоб працювати в якості продюсера.
Вона працювала ведучою та головним суддею вікторини Uutisvuoto з осені 2010 року після того, як Пітер Найман перейшов на MTV3, щоб працювати ведучим новин.
Восени 2012 року Баба Любек брала участь у сьомому сезоні програми «Танці з зірками» як партнерка з танцювальним викладачем Мікко Ахті Вони вибули у восьмому раунді 25 листопада 2012 року і посіли третє місце.
У 2019 році Любек приєдналась до MTV Uutinen, щоб вести програму новин і поточних подій After Viiden, яка транслюється в прямому ефірі протягом півтори години щодня ввечері на каналі MTV3.

## Приватне життя
Любек одружена з музикантом і музичним продюсером Пеккою Лехті. Подружжя має двох дітей, Луксандру та Бенджаміна, обоє музиканти. Дідусем і бабусею Любек були письменник Тіто Коліандер та художниця Іна Коліандер.
Належить до православної церкви Фінляндії.
У 2017 році Любек, яка сама з Гельсінкі, мешкала у районі Суоменлінна.
У серпні 2022 року Любек виграла золото Європейського чемпіонату з важкої атлетики у Варшаві у 55-річній категорії до 64 кг з результатами: ривок 36 кг і поштовх 48 кг.

## Погляди
Любек беззастережно підтримує науку та покращення системи вищої освіти:
«За останні роки в суспільстві зросла зневага до авторитету дослідників, і це надзвичайно тривожно. Ми повинні всіма способами протистояти такому розвитку подій»
.
За переконаннями журналістки найважливіше завдання університету: сприяти вільним науковим дослідженням і надавати суспільству науку високого класу. Ненаукове мислення та нехтування університетською освітою може завдати непоправної шкоди Фінляндії.